# NGC 6154
NGC 6154 est une vaste galaxie spirale barrée située dans la constellation d'Hercule. Sa vitesse par rapport au fond diffus cosmologique est de 5 978 ± 3 km/s, ce qui correspond à une distance de Hubble de 88,2 ± 6,2 Mpc (∼288 millions d'al). NGC 6154 a été découverte par l'astronome germano-britannique William Herschel en 1787.
La classe de luminosité de NGC 6154 est I et elle présente une large raie HI. De plus, c'est une galaxie du champ, c'est-à-dire qu'elle n'appartient pas à un amas ou un groupe et qu'elle est donc gravitationnellement isolée. Selon la base de données Simbad, NGC 6154 est une galaxie LINER, c'est-à-dire une galaxie dont le noyau présente un spectre d'émission caractérisé par de larges raies d'atomes faiblement ionisés.
En raison d'une brillance de surface égale à 14,26 mag/am2, on peut qualifier NGC 6154 de galaxie à faible brillance de surface (LSB en anglais pour low surface brightness). Les galaxies LSB sont des galaxies diffuses (D) avec une brillance de surface inférieure de moins d'une magnitude à celle du ciel nocturne ambiant.